# ジョージ・ミラー (心理学者)
ジョージ・ミラー（英: George Armitage Miller、1920年2月3日 - 2012年7月22日）は、アメリカの心理学者。プリンストン大学教授。

## 生涯
ロックフェラー大学、マサチューセッツ工科大学、ハーヴァード大学でも教授をつとめ、オックスフォード大学ではフェローとして研究し、アメリカ心理学会の会長も歴任した。
彼は、短期記憶の容量が7±2であることを発見し、この研究は認知心理学の先駆けのひとつとなった。ユージン・ギャランター、カール・プリブラムとの共著「プランと行動の構造」は認知心理学の誕生を告げるマニフェストとも言われる。
また、概念辞書の先駆けであるWordNetプロジェクトを主導したことによって、言語学、計算言語学、自然言語処理、オントロジーなどの分野でも著名である。
1991年には、アメリカ国家科学賞を授与されている。
2012年7月22日、死去。92歳没。

## マジカルナンバー
「The Magical number seven, plus or minus two: some limits on our capacity for processing information」という論文の中で、一度聞いただけで直後に再生するような場合、日常的なことを対象にする限り記憶容量は7個前後になるということを示した。この7個というのは情報量ではなく意味を持った「かたまり（チャンク）」の数のことで、数字のような情報量的に小さなものも、人の名前のように情報量的に大きな物も同じ程度、7個（個人差により±2の変動がある）しか覚えられないということを発表した。